# Nobili di Corvaia
I Nobili di Corvaia (detti anche Fraolminghi) erano una casata di origine longobarda che si stabilì in Versilia nell'Alto Medioevo e che fu importante per le sorti di quella regione nel Basso Medioevo. Questi nobili governarono anche su Gallicano, insieme al ramo dei Porcaresi.

## Storia
I Nobili di Corvaia (chiamati a volte corvaresi) prendono il nome dall'omonimo borgo in cui aveva sede la loro rocca (detta anche Guidinga). 
Il loro capostipite fu un personaggio di nome Huscit, vissuto a Lucca nel primo quarto del IX secolo. Suo nipote fu Teudimundo, vassallo e missus dell'imperatore Ludovico II nell'862, che ebbe un figlio di nome Fraolmo. Il figlio di Fraolmo, Fraolmo II, ebbe diversi figli, tra i quali si ricordano:
- Corrado detto "Cunizio", da cui ebbero origine i Nobili di Careggine e Montemagno.
- Teudimundo IV dal quale ebbero origine i signori di Porcari.
- Fraolmo III insignito dal titolo di visconte[3] da cui ebbero origine i Nobili di Corvaia e da questi i Nobili di Vallecchia e i Nobili di Castello.

I Nobili di Montemagno discesero dai Nobili di Corvaia perché Sisemundo figlio di Corrado detto "Cunizio" e Corrado fratello di Sisemundo presero dal vescovo di Lucca tra il 983 e il 984 prima molti beni della Pieve di Camaiore (Sisemundo) in enfiteusi e poi alcune case di pertinenza della Pieve di Camaiore e le decime dei villaggi intorno a Camaiore. Inoltre, in questi anni si trovano tracce dei Nobili di Corvaia anche nella zona di San Miniato, attraverso i Lambardi, consorti di questi nobili.
Sempre in questo periodo a questi nobili furono allivellate dal vescovo di Lucca terre situate a Granaiola, oggi nel comune di Bagni di Lucca, mentre nel 991 il vescovo Gherardo di Lucca concesse a Fraolmo figlio di Fraolmo nobile di Corvaia "cum singulis hominibus, qui sunt (ad eas res) attinentibus in villis illis nuncupante, Domatiano, Montefegatese (Montefegatesi), Luniano (Lugnano), Buliano, Granajolo (Granaiola), Biscolle, Furnule (Fornoli), Chifenti, Luliano (Lugliano), Corsena, Bozano, Retiano, Mutiano, Bargi, Vetelgia, Lipitiano, Controne, Cucurajo, Panulegio, Colle, Galicana, Menablacha (sic) (Benabbio), Sala, Cerbaja, vel in aliis villis etc." 
I terreni di Granaiola furono mantenuti fino al 1047, quando il vescovo di Lucca li concesse a persone senza titoli.. Anche a Montefegatesi cambiò dominazione un secolo più tardi e anche a Gallicano, come in altri territori i Corvaresi persero la dominazione e qui durò fino al 1170.
Vi sono tracce importanti dei Nobili di Corvaia anche in Garfagnana: a Careggine Alberico o “Albizio” e Winildo o “Winitio”, nipoti di Cunerado, fondarono la casata dei Nobili di Bacciano e Careggine.
I Nobili di Corvaia furono famosi perché amministrarono la Versilia come feudatari (toparchi o cattani). Furono coinvolti in modo attivo nelle guerre tra Pisani e Lucchesi, che si contendevano territori, avamposti, fortezze e porti nelle zone limitrofe alla Versilia, ma anche nella stessa Versilia.
Da ricordare che anche i vescovi di Luni ebbero giurisdizione sulla Rocca di Corvaja, come fu stabilito nel 1163 da Federico I Barbarossa, riconfermata poi nel 1183.
Le famiglie della media aristocrazia lucchese hanno mantenuto stretti rapporti tra loro e anche con le famiglie di più alto rango già a partire dalla fine del X secolo con matrimoni combinati. Alcuni membri della casa dei Nobili di Corvaia si legarono in matrimonio ai Suffredinghi e addirittura con il capostipite dei Gherardeschi conti di Pisa. Nei rami collaterali, i signori da Careggine e Bacciano si legarono con i Gerardeschi e il ramo dei Porcaresi con una figlia del conte Guido I dei Guidi.

### Le lotte con Lucca e la fine del loro dominio sulla Versilia
Nel 1162 la rocca di Corvaja fu espugnata per la prima volta da Lucca, che cominciava a interessarsi alla Versilia e al suo porto di Motrone.
Nel 1164 Federico I Barbarossa concesse a Lucca la Rocca Guidinga.
Nel 1169 popolazioni e signori guidati da Veltro da Corvaja (alleato dei Pisani, nemici dei Lucchesi) si ribellarono ai Lucchesi, ma questi conquistarono la Rocca Flaminga e distrussero i villaggi di Corvaja e Brancaliano. Poi assediarono Castiglione di Garfagnana e ne espugnarono la rocca, dove si trovava Veltro (che fu giustiziato).

Solo nel 1174 i nobili locali, sempre con l'aiuto pisano, riuscirono a tornare in possesso della Rocca.
Il 9 ottobre 1219 i Nobili di Corvaia e di Vallecchia si riunirono presso la Pieve di Santo Stefano di Vallecchia (oggi nel comune di Pietrasanta), negli ortali di Parentino di Vallecchia, e decisero di mettere in comune i loro beni e le loro giurisdizioni, ad esclusione dei mulini e delle miniere (le miniere dell'Argentiera e del Bottino furono assegnate dai Nobili di Vallecchia, mentre quelle della zona di Stazzema furono assegnate ai Nobili di Corvaia; queste miniere nel 1241 diventarono comunque proprietà di Lucca, nonostante l'opposizione dei nobili locali).
Nel 1225 i Nobili di Corvaia, Vallecchia, e Lombrici, firmarono un patto chiamato Lega di Stazzema, in cui veniva stipulata l'alleanza tra i nobili locali contro Lucca.

Nel 1244 furono definiti i confini tra i Nobili di Vallecchia e Corvaia e quelli di Castello Aghinolfi.
Nel corso del XIII secolo la Repubblica di Lucca riprese l'offensiva contro i Nobili di Corvaia (poiché si erano nuovamente alleati con Pisa, secolare rivale di Lucca) usando la strategia d'indebolire i nobili versiliesi prima con attacchi ai loro castelli (per questo fu costruito il castello di Rotaio) per poi sferrare l'attacco decisivo. 
L'Imperatore Federico II, che aveva riconfermato loro il feudo imperiale nel 1242, morì nel 1250 Nel 1254 il nobile milanese Guiscardo di Pietrasanta e podestà di Lucca poté espugnare definitivamente la loro rocca e porre fine al loro dominio in Versilia. 
I Nobili di Corvaia furono definiti "Zelatores Pisani Communis" e dichiarati nemici della patria e, per consolidare il controllo sul territorio, l'anno dopo Guiscardo fondò Pietrasanta.
Nel corso del XIV secolo più volte cercarono invano di riottenere i loro diritti nel 1314 e fecero una causa a Lucca, sotto il governo di Uguccione della Faggiola, e nel 1347 a Pisa davanti agli anziani di questa città. Nonostante avessero poi ottenuto da Carlo IV un diploma il 13 giugno 1355, i Nobili di Corvaja non riuscirono più a riottenere i diritti feudali perduti.
Entro la fine del XIV secolo tutte le famiglie feudali della Lucchesia avevano abbandonato i propri antichi territori nella valle del Serchio e in Versilia per giurare fedeltà alla Repubblica di Lucca e si erano trasferite in città per meglio curare i propri interessi economici e politici.
Dopo la fine del dominio corvarese sulla Versilia, una loro discendente, Pina degli Streghi, sposò Castruccio Castracani, Signore di Lucca. 
I Nobili di Corvaja diedero origine anche alla famiglia dei Tomei-Albiani.

## Le attività produttive
I Nobili di Corvaia non furono noti soltanto per la politica: essi infatti seppero sfruttare già nel Medioevo le risorse minerarie, naturali e commerciali presenti in Versilia.
In questa terra erano estratti ferro, argento e piombo e fu aperta una cava tra Cardoso e Malinventre (oggi nel comune di Stazzema) per estrarre un tipo di pietra adatta alla costruzione dei forni per la lavorazione dei metalli. Strettoia era nota per le attività siderurgiche. 

I più importanti giacimenti minerari erano quelli dell'Argentiera e del Bottino, ma anche quelli di Monte Ornato, Vernacchietto, Gallena e Palatina furono sfruttati per l'estrazione di minerali. 

Altre risorse economiche erano la pastorizia, l'allevamento, le risorse boschive e il pedaggio riscosso sui traffici lungo le vie di comunicazione.

## Esponenti all'interno della casata
Nella casata dei Nobili di Corvaia si ricordano alcuni personaggi:
- Teudimundo, capostipite;
- Fraolmo, figlio di Teudimundo;
- Fraolmo II, figlio di Fraolmo;
- Corrado detto "Cunizio", figlio di Fraolmo II (da cui ebbero origine i nobili di Lombrici, Pedona e Montemagno);
- Fraolmo III, figlio di Fraolmo II (da cui ebbero origine i Nobili di Corvaia che si divisero in nobili di Vallecchia e nobili di Castello Aghinolfi);
- Sisemundo, figlio di Cunerado detto "Cunizio", uno dei capostipiti dei Nobili di Montemagno;
- Corrado, fratello di Sisemundo, uno dei capostipiti dei Nobili di Montemagno;
- Bonifazio, nobile di Vallecchia;[19]
- Ildebrando di castel d'Aghinolfi, padre di Veltro da Corvaia[20]
- Veltro da Corvaia, che nel 1170 aiutò i Pisani a conquistare il Porto di Motrone[21]. Fu anche capo di una rivolta contro i Lucchesi a Castiglione di Garfagnana, ma fu catturato e giustiziato dai Lucchesi nella rocca castiglionese[22]
- Uguccione, esponente della casata del XII secolo;
- Parentino, esponente della casata nei cui ortali fu firmato l'atto di alleanza del 1219[23]
- Ugolino Sannuto di Guido, padre di Guido da Vallecchia;
- Rimborgia, madre di Guido da Vallecchia;
- Guido da Vallecchia, esponente della casata del XIII secolo, che ricoprì incarichi nella Basilica di San Frediano a Lucca; scrisse i Libri memoriales; fu più di una volta tra gli ambasciatori pisani inviati presso Carlo d'Angiò (anche per questioni familiari relative al riconoscimento delle giurisdizioni signorili dei da Corvaia e dei da Vallecchia) e ricoprì incarichi per la Repubblica di Pisa in Corsica e a Piombino. Sposò una donna di nome Preziosa;
- Bonaccorso, esponente della casata del XIII secolo e fratello di Guido da Vallecchia, che firmò il 4 dicembre 1253 l'accordo con i Pisani;
- Orlando, esponente della casata del XIII secolo e fratello di Guido da Vallecchia. Fu fatto prigioniero dai Lucchesi e sposò una donna di nome Fiandina;
- Contessa, sorella di Guido da Vallecchia e che sposò il nobile Filippo Grasso;
- Brandolisia, sorella di Guido da Vallecchia e che sposò il nobile pisano Giovanni Laggi;
- Tommasa, sorella di Guido da Vallecchia e che fu monaca;
- Bartolomeo detto Bacciameo, figlio di Guido da Vallecchia e che fece parte dell'Ordine domenicano dal 1283;
- Bonaccorso, figlio di Guido da Vallecchia;
- Lando, figlio di Guido da Vallecchia;
- Franceschina, figlia di Guido da Vallecchia;
- Guiduccio, figlio di Orlando (fratello di Guido da Vallecchia);
- Gherardo di Guido da Vallecchia, esponente della casata che visse a Pisa;
- Corso di Veltro da Corvaja, esponente della casata che visse a Pisa;
- Veltro da Corvaia, esponente della casata del XIII secolo che nel 1274 sposò Preziosa dei conti di Campiglia Marittima;[24]
- Pina degli Streghi (o Donna Pinna), discendente dai Nobili di Corvaia, che sposò Castruccio Castracani;

## Edifici appartenuti ai Nobili di Corvaia
- Porta Beltrame;
- Rocca di Corvaia;
- Rocca di Sala[25]
- Castello di Montecastrese
- Castello di Montebello
- Castello di Greppolungo
- Rocca Argentiera

## Genealogia
|                                   |                                   |                                                                         |                                                                         |                                             |                                             |                         |                          |                                   |                                   |                        |                        |
|                                   |                                   |                                                                         |                                                                         |                                             |                                             |                         | HUSCIT †819 capostipite  |                                   |                                   |                        |                        |
|                                   |                                   |                                                                         |                                                                         |                                             |                                             |                         |                          |                                   |                                   |                        |                        |
|                                   |                                   |                                                                         |                                                                         |                                             |                                             |                         |                          |                                   |                                   |                        |                        |
|                                   |                                   |                                                                         |                                                                         |                                             |                                             | SISEMUNDO 807-†847      | SISEMUNDO 807-†847       |                                   | FRAIMUNDO 820-†867                | FRAIMUNDO 820-†867     |                        |
|                                   |                                   |                                                                         |                                                                         |                                             |                                             |                         |                          |                                   |                                   |                        |                        |
|                                   |                                   |                                                                         |                                                                         |                                             |                                             |                         |                          |                                   |                                   |                        |                        |
|                                   |                                   |                                                                         |                                                                         |                                             |                                             | TEUDIMUNDO III 826-†870 | TEUDIMUNDO III 826-†870  | FRAIMUNDO II 823-†834             | FRAIMUNDO II 823-†834             | FRAIPERTO 839-†886     | FRAIPERTO 839-†886     |
|                                   |                                   |                                                                         |                                                                         |                                             |                                             |                         |                          |                                   |                                   |                        |                        |
|                                   |                                   |                                                                         |                                                                         |                                             |                                             |                         |                          |                                   |                                   |                        |                        |
|                                   |                                   |                                                                         |                                                                         |                                             |                                             | FRAOLMO 867-†915        | FRAOLMO 867-†915         |                                   |                                   | ADALDO 858-†897        | ADALDO 858-†897        |
|                                   |                                   |                                                                         |                                                                         |                                             |                                             |                         |                          |                                   |                                   |                        |                        |
|                                   |                                   |                                                                         |                                                                         |                                             |                                             |                         |                          |                                   |                                   |                        |                        |
|                                   |                                   |                                                                         |                                                                         |                                             |                                             | FRAOLMO II 905-†954     |                          |                                   |                                   |                        |                        |
|                                   |                                   |                                                                         |                                                                         |                                             |                                             |                         |                          |                                   |                                   |                        |                        |
|                                   |                                   |                                                                         |                                                                         |                                             |                                             |                         |                          |                                   |                                   |                        |                        |
|                                   |                                   | FRAOLMO III 942-†997 - visconte (973) Capostipite dei Nobili di Corvaia | FRAOLMO III 942-†997 - visconte (973) Capostipite dei Nobili di Corvaia |                                             |                                             |                         | CORRADO/CUNIZIO 955-†960 | CORRADO/CUNIZIO 955-†960          |                                   | TEUDIMUNDO IV 939-†980 | TEUDIMUNDO IV 939-†980 |
|                                   |                                   |                                                                         |                                                                         |                                             |                                             |                         |                          |                                   |                                   |                        |                        |
|                                   |                                   |                                                                         |                                                                         |                                             |                                             |                         |                          |                                   |                                   |                        |                        |
| RANIERI 977-†1033- visconte (997) | RANIERI 977-†1033- visconte (997) | FRAOLMO IV 991-†1025 - visconte (997)                                   | FRAOLMO IV 991-†1025 - visconte (997)                                   | IMILGA♀ 1004 ⚭ RODILANDO IV dei Rolandinghi | IMILGA♀ 1004 ⚭ RODILANDO IV dei Rolandinghi | SISEMUNDO II 973-†1014  | SISEMUNDO II 973-†1014   | FRAOLMO V 958-†995                | FRAOLMO V 958-†995                | Signori di Porcari ·   | Signori di Porcari ·   |
|                                   |                                   |                                                                         |                                                                         |                                             |                                             |                         |                          |                                   |                                   |                        |                        |
|                                   |                                   |                                                                         |                                                                         |                                             |                                             |                         |                          |                                   |                                   |                        |                        |
| Nobili di Corvaia e Vallecchia ·  | Nobili di Corvaia e Vallecchia ·  |                                                                         |                                                                         |                                             |                                             | Signori di Montemagno · | Signori di Montemagno ·  | Signori di Careggine e Bacciano · | Signori di Careggine e Bacciano · |                        |                        |

Le date specificate da † corrispondono all'attestazione del personaggio come defunto; le date non specificate si riferiscono alla prima e/o ultima attestazione nelle fonti di archivio. Il simbolo ⚭ indica un matrimonio che lega altre famiglie nobiliari.
Fonte della genealogia:
- Paolo Tomei, Milites elegantes. Le strutture aristocratiche nel territorio lucchese (800-1100 c.), Firenze, 2019.